# Die Abenteuer des Werner Holt

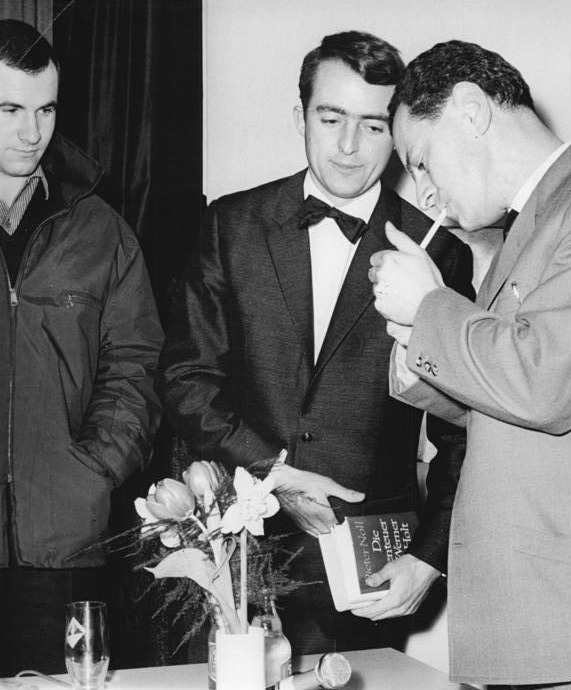
Dieter Noll (rechts) bei einer Lesung der Werner-Holt-Romane

Die Abenteuer des Werner Holt ist ein zweibändiger, in den Jahren 1960 und 1963 erschienener Entwicklungsroman des DDR-Schriftstellers Dieter Noll. Die Popularität des ersten Bandes „Roman einer Jugend“ zog eine Fortsetzung mit dem Titel „Roman einer Heimkehr“ nach sich. Basierend auf dem ersten Teil entstand 1965 der 165-minütige Schwarzweiß-Film Die Abenteuer des Werner Holt mit Klaus-Peter Thiele in der Hauptrolle. In der Polytechnischen Oberschule in der DDR gehörte der erste Band dieses Buches zum Lehrplan.

## Die Abenteuer des Werner Holt – Roman einer Jugend
Der erste Band erzählt mit dem Untertitel Roman einer Jugend die Geschichte des Gymnasiasten Werner Holt und seiner Klassenkameraden Gilbert Wolzow, Sepp Gomulka, Christian Vetter, Fritz Zemtzki und Peter Wiese. Die Jungen stehen kurz vor ihrem Abitur und werden mit Ausnahme von Wiese als Flakhelfer eingezogen, um voller Begeisterung ihr vermeintlich größtes Abenteuer, den Zweiten Weltkrieg, erleben zu können. Wiese, mehr von klassischer Musik angetan und eigentlich untauglich für den Wehrdienst, ist der einzige unter ihnen, der kein Interesse am Krieg zeigt. Ihre Erlebnisse, vor allem das Grauen, das sie erleben, und die innere Verrohung, werden realistisch beschrieben.
Werner Holt erlebt verschiedentlich Situationen, die in ihm Zweifel wecken. Sein Vater, Arzt und Wissenschaftler, verliert seine Arbeit, weil er nicht bereit ist, seine Forschung in den Dienst der Nationalsozialisten zu stellen. Er weigert sich, Giftgase für die Tötung von „Großsäugern“ zu entwickeln. Der Vater des „schönsten Mädchens in der Stadt“, der von Holt schüchtern angehimmelten Uta Barnim, ein Oberst der Armee, soll mit seinem Regiment kapituliert haben und als Verräter erschossen worden sein. Uta taucht daraufhin unter; ihre Familie kommt in Sippenhaft.
Der HJ-Führer des Ortes, Meissner, der kurz vor seiner Aufnahme in die SS steht, ist verantwortlich für den Suizid eines von ihm geschwängerten Mädchens und er denunziert ihren Vater, um ihn zum Schweigen zu bringen. Holt beschließt aus seiner teilweise romantisch geprägten Weltsicht heraus, das Mädchen zu rächen. Es gelingt ihm, Wolzow zum Mitmachen zu überreden. Wolzow ist das Mädchen zwar egal, aber er ist sauer auf den arroganten Meissner, weil der ihm die Karriere in der HJ versaut hatte. Wolzow ist der Sohn eines Obersts und stammt aus einer langen Ahnenreihe von Offizieren, gewaltbereit und schulisch eher schlecht. Er hat großes militärisches Wissen, interessiert sich aber nur dafür, möglichst schnell eine militärische Karriere zu machen. Ein Gewissen hat er nicht, moralische Bedenken sind ihm fremd und er ordnet alles seiner geplanten militärischen Laufbahn unter. Gemeinsam locken sie den HJ-Führer Meissner in einen Hinterhalt, bedrohen ihn mit Pistolen und zwingen ihn, eine Schuldanerkenntnis für den Selbstmord des Mädchens zu unterschreiben. Wolzow schlägt im Anschluss daran Meissner zusammen. Holt ignoriert in seiner Begeisterung für die Abenteuer, die ihm diese Zeit bietet, die vielen Hinweise auf den menschenverachtenden Charakter des von ihm gelebten Nationalsozialismus. Holt glaubt fest an das Schicksal, dem er sich beugen muss, so wie die Propaganda es ihm eintrichtert.
Wolzows Vater fällt im Frühjahr 1943 an der Ostfront, was Wolzow aber kaum berührt. Seine Mutter verzweifelt aber, als sie in den Tagebüchern ihres Mannes von seinen Kriegsverbrechen lesen muss und bekommt einen Nervenzusammenbruch. Wolzow liest die Bücher zwar auch, sorgt aber nur dafür, dass seine Mutter in die Psychiatrie eingewiesen wird, um die in den Tagebüchern dokumentierten Verbrechen nicht weiter herumerzählen zu können.
Während Wolzow den Sinn eines Krieges nie hinterfragt und ihn nur als Karrierechance ansieht, erleben Holt und Gomulka zunehmend den verbrecherischen Charakter des Krieges und des NS-Systems. Erste Zweifel kommen Holt, als er während seines Dienstes als Flakhelfer zum ersten Male realen „Untermenschen“ begegnet und erkennt, dass ihr tierischer Anblick nur ihrem ausgemergelten Zustand zuzuschreiben ist. Die Sowjetsoldaten werden schwer von der SS misshandelt und sind fast am Verhungern. Entgegen den Befehlen besorgt er ihnen Lebensmittel, was seiner noch immer vorhandenen romantischen Sichtweise des Krieges geschuldet ist. Als Holts Vater, den er über Weihnachten 1943 besucht, ihm letztlich die Wahrheit ins Gesicht schleudert, ihm klarmacht, dass die SS Millionen Juden und andere Menschen mit Gas ermordet, und er sich weigerte, bei der Entwicklung solcher Chemiewaffen mitzuarbeiten und deshalb gemaßregelt und degradiert wurde, da will Werner Holt diese Wahrheit nicht annehmen. Er kann sich noch immer nicht vorstellen, dass er selber Verbrechern dient und stellt seine soldatische Pflicht über jedes andere Gesetz.
Er hat eine Beziehung mit der Stiefmutter eines Kameraden und gerät mit ihr in einen Bombenangriff in Wattenscheid. Er erlebt hautnah die Grauen des Krieges und das Elend der ausgebombten Zivilbevölkerung. Die Darstellung dieses Luftangriffs ist ein Höhepunkt des Romans und die vermutlich beste Beschreibung dieses Schreckens in der deutschen Literatur überhaupt. Holt versucht ein kleines Mädchen noch zu retten, aber es stirbt in seinen Armen. Zurück in der Flakstellung befragt ihn sein Wachtmeister Gottesknecht zu den Ereignissen. Gottesknecht, im Zivilleben ein Gymnasiallehrer, macht Holt erstmals klar, dass wenigstens einige von ihnen überleben müssen, um das zerstörte Deutschland wieder aufzubauen. Er nennt die feige, die sich zu den Panzerjagdkommandos oder den Einmann-Torpedos melden, denn die würden sich vor dem schwereren Kampf drücken, der danach kommt. Das erste Mal sieht Holt Deutschland entblößt von Flitter und Standartengold, nicht als einen von Heilsrufen und Fahnen umrahmten Giganten, sondern als blutendes und elendes Etwas. Holt muss erkennen, dass dieser Krieg nicht das große Abenteuer ist, als den er ihn bisher immer sah. Gezwungenermaßen muss er nun erstmals auch die Folgen erkennen, die so gar nicht zur Propaganda in den Wochenschauen oder im Unterricht passen.
Bei einem Bombenangriff auf ihre Flakstellung, die ihre eigenen Vorgesetzten fahrlässig zu verantworten haben (es wurde ein Erdzeichen aus Tüchern, das allen deutschen Flugzeugen Landebefehl erteilt, nicht eingeholt und somit die Stellung dem Gegner aufgezeigt), stirbt der erste seiner Schulkameraden, Fritz Zemtzki. Als infolgedessen die nun dem Gegner bekannte Flakstellung angegriffen wird, schlägt ein Volltreffer in eine ihrer Geschützstellungen und zerfetzt die dort kämpfenden Kameraden völlig, was Holt tief erschüttert.
Einen weiteren Anstoß zum Umdenken erhält er während eines Urlaubes, als er das Mädchen Gundula (Gundel) Thieß kennenlernt, die als Tochter von Kommunisten von den anderen Jugendlichen als „Volksverräterin“ geschnitten wird und im Haus eines SS-Angehörigen als Hausmädchen arbeiten muss. Ihre Eltern wurden ermordet. Werner Holt ist von ihrem Schicksal tief ergriffen, begreift aber noch immer nicht, wie stark er indoktriniert und manipuliert wurde.
Während des Arbeitsdienstes in der Slowakei kommt für Holt und Gomulka der Wendepunkt: Milena, die hübsche slowakische Tochter des Hausmeisters ihrer Unterkunft – einer Schule –, erschlägt einen deutschen Soldaten, als dieser versucht, sie zu vergewaltigen. Der Hausmeister erschießt mit einem Jagdgewehr einen deutschen Soldaten (Wenskat), als seine Tochter und er verhaftet werden sollen; Holt und Gomulka müssen sie daraufhin mit der Waffe im Anschlag bewachen. Beiden ist klar, dass sie auf die beiden Menschen schießen müssten und es auch tun würden, wenn sie den Befehl dazu bekämen. Ihnen ist aber auch bewusst, dass die beiden Personen keine Schuld tragen und die Tochter sich lediglich ihres Vergewaltigers erwehrt hat. Letztlich werden Vater und Tochter im Schulkeller eingesperrt, aber nur, um am nächsten Tag der SS übergeben und standrechtlich hingerichtet zu werden. In der Nacht vor diesem Standgericht erfolgt jedoch ein Angriff slowakischer Partisanen und Holt bekommt den Befehl, die Gefangenen im Keller sofort zu töten. Holt nutzt jedoch das Durcheinander und verhilft ihnen zur Flucht. Er stellt seine immer noch vorhandene Menschlichkeit über den Soldateneid.
Im weiteren Verlauf ihres Einsatzes gegen die aufständischen Slowaken entdecken sie in einer Sägemühle die Überreste eines von SS-Männern grausam verstümmelten und ermordeten mutmaßlichen Partisanen sowie weitere hingerichtete Personen. Holt und Gomulka zweifeln jetzt endgültig an der Gerechtigkeit ihrer Sache. Die vier Freunde reagieren jedoch recht unterschiedlich auf die Opfer des Verbrechens. Wolzow: „Ich verstehe die SS nicht. Wenn man so etwas macht, dann lässt man es nachher doch nicht offen rumliegen!“ Vetter zeigt die grausam verstümmelten Leichen den anderen Kameraden der Einheit und verdeutlicht ihnen, dass man bis zum letzten Blutstropfen kämpfen müsse, damit man nicht selbst der Rache der Partisanen anheimfalle. Gomulka, der von seinem intellektuellen Vater schon vorher über verschiedene Verbrechen informiert wurde, diese aber nicht glauben wollte, sagt: „Ich habe es gewußt, aber nicht glauben wollen. Jetzt glaub’ ich alles!“, worauf Holt erwidert: „Gnade Gott uns allen, wenn wir nicht siegen!“ und wiederum Gomulka entgegnet: „Siegen? Das gibt es nicht! Das darf nicht sein, daß sowas siegt!“ Mehrere ihrer Klassenkameraden und Freunde fallen, was Holt aber zunehmend unberührt lässt. Er beobachtet eine Verrohung seiner Kameraden, deren Sprache immer vulgärer wird und die sich zunehmend wie Landsknechte aufführen.
Die Ausbildung zum Panzersoldaten ist hart, jedoch kann Wolzow einen Ausbilder, einen jungen Leutnant, mit seiner Ahnentafel voller großer Militärs beeindrucken und spielt mit ihm am großen Sandkasten große Schlachten der Weltgeschichte nach oder sonstige militärische Aufgaben durch, die Wolzow mit seinem umfangreichen militärischen Wissen fast immer gewinnt, während der Rest der Ausbildungsgruppe am Rand des Sandkastens taktische Panzermanöver übt. Bei diesen Sandkastenspielen zitiert Wolzow immer wieder die militärischen Klassiker wie Moltke oder bringt historische Parallelen bis hin zu Hannibal und Caesar vor. Er vereint seine Truppen immer wieder mustergültig zu entscheidenden Operationen, führt erfolgreiche Verteidigungsschlachten und Gegenangriffe und beweist so dem Leutnant seine umfangreichen theoretischen Kenntnisse von früheren, aber auch aktuellen Gegnern und deren Kampfstrategien und wie man diese für sich ausnutzen kann. Letztlich geht es ihm nur darum, von dem Leutnant eine gute Beurteilung zu bekommen, um selber Karriere zu machen. Wolzow erkennt nur zu genau, dass der Leutnant in Wahrheit ein Feigling ist, der tatsächlich dumm und bestenfalls nur mäßig intelligent ist.
Holt hingegen erkennt, dass der harte Drill sie alle abstumpft. Er begreift aber auch, dass die ständigen Schulungen zur Rassentheorie und die ihnen eingetrichterten Parolen nur dazu dienen, Verbrechen wie die von Holt verhinderte Ermordung der Slowakin und ihres Vaters kritiklos zu verüben. Peter Wiese hat sich nun dem Zwang seiner Eltern gebeugt und sich auch freiwillig zu den Panzersoldaten gemeldet, der schwächliche und eher der Kunst zugeneigte Junge verliert jede Lebenslust. Vetter hingegen wird zum Landsknecht und glaubt blind der Propaganda. Er folgt Wolzow inzwischen wie ein Hund. Holt begreift endgültig, dass die Sache, für die sie kämpfen, falsch ist, aber er fühlt sich immer noch seinem Soldateneid verpflichtet.
Als Wolzow sich freiwillig zu einem Panzerjagdkommando meldet, meldet sich Vetter sofort auch. Erstaunlicherweise meldet sich auch Gomulka freiwillig zu diesem Himmelfahrtskommando. Holt folgt seinen Freunden nur aufgrund des Gruppenzwangs. Auf der Fahrt an die Front müssen Holt und Vetter erkennen, dass die Rote Armee entgegen dem, was man ihnen erzählte, über sehr viele und vor allem sehr effektive Schlachtflieger verfügt. Für alle ist es ein Schock, als sie das Chaos des Rückzuges und die Unfähigkeit der Führung erkennen, diesen Ansturm aufzuhalten. Gomulka macht Holt klar, dass er sich zur Fahnenflucht entschlossen hat und er ergibt sich vor ihrem ersten Einsatz an der Ostfront vor der anrückenden Roten Armee unter weißer Fahne.
Holt folgt dagegen zunächst noch seinem Freund Wolzow, der seinen ersten echten Kampfeinsatz an einer Panzersperre zu einem Lehrstück seiner „überlegenen“ Strategie und Taktik machen will. Jedoch scheitert er kläglich, da „die Russen“ seine Falle sehr schnell durchschauen. Mit letzter Kraft können Holt, Wolzow und Vetter gerade noch fliehen.
Sie werden mit anderen versprengten Soldaten zu einer „Sturmkompanie“ zusammengeführt und wieder an die Front geschickt, um einen bevorstehenden Angriff der Roten Armee aufzuhalten. Bei dem sowjetischen Sturmangriff im Schneesturm werden sie aber völlig überrannt und können es nur noch mit viel Glück zurück hinter die eigenen Linien schaffen. Zunehmend muss Holt nicht nur die Überlegenheit der Roten Armee erkennen, sondern auch, wie die Wehrmacht mit zunehmend sinnloseren Verzweiflungstaten sich vergeblich gegen den Ansturm zu stemmen versucht. In der Propaganda wurde ihnen die Rote Armee als schlecht bewaffnete und schlecht geführte Truppe aus „letzten Reserven“ beschrieben, die sich nur noch mit Fanatismus vorwärts kämpft und die nicht über Luftstreitkräfte verfügt. Ihnen steht aber eine hervorragend bewaffnete, modern und flexibel geführte und zudem hochmotivierte Rote Armee mit zahllosen kampfkräftigen Panzern und einer äußerst schlagkräftige Luftstreitmacht mit allgegenwärtigen Schlachtfliegern gegenüber, der die deutsche Seite nichts auch nur ansatzweise gleichwertiges mehr entgegenzusetzen hat. Noch vor zwei Jahren hatte keiner mehr einen Pfifferling für dieses Russland gegeben, aber dieses Land ist nicht zerbrochen, sondern sehr viel stärker wieder auferstanden. Diese Rote Armee, die man bis vor Moskau und Leningrad, bis nach Stalingrad und in den Kaukasus vor sich her trieb, stand wieder auf und schlug nun eines ums andere mal vernichtend zurück. Nun trieb diese Rote Armee die Wehrmacht schier unaufhaltsam vor sich her und hatte die Grenzen des Reiches überschritten. Da war niemand mehr, der sie noch aufhalten konnte. Holt fragt sich auch immer mehr, woher die zwei Jahre zuvor fast geschlagenen Sowjetsoldaten nur ihre Kampfkraft nehmen. Langsam dämmert es ihm, dass bei der Roten Armee kein Soldat so wie er nach den Erlebnissen bei der Flak oder in der Slowakei an allem zweifelt, wofür er kämpft. Dort ist niemand, der nur dafür kämpft, ein System zu schützen, welches schwerste Verbrechen begeht, wie er inzwischen wusste. Im Gegenteil, in der Roten Armee kämpfen die  Brüder und Angehörigen der Opfer der Verbrechen, die er ungewollt mit zu vertuschen hilft. Er glaubt jetzt den Worten Gomulkas, der ihm vor seiner Fahnenflucht noch erzählte, dass Deutschland die Sowjetunion im tiefsten Frieden und ohne Kriegserklärung überfiel und die Deutschen überall so gewütet haben wie in der Sägemühle.
Holt und seine Kameraden sehen nun auch das Elend der Flüchtlingstrecks, aber auch die langen Kolonnen der KZ-Häftlinge auf ihren Todesmärschen. Als vor ihrem Kontrollposten ein KZ-Häftling kraftlos zusammenbricht und von einem SS-Mann erschossen wird, geht der nun auch zur Truppe gehörende Peter Wiese mit den Fäusten auf den SS-Mann los, der ihn aber einfach nur gleich mit erschießt. Holt beginnt nun endgültig zu begreifen, dass die Sache, für die er kämpft, falsch ist, aber er fühlt sich einerseits seinem Soldateneid noch immer verpflichtet, andererseits will er nicht als Verräter dastehen, der Deutschland in seiner schwersten Stunde im Stich lässt.
Zunehmend lernt er nun auch gescheiterte Menschen kennen, wie den ehemaligen Landwirt Oberfeldwebel Burgkert, der in den Krieg zog, um im Osten Land für sich zu erobern, da er als zweiter Sohn seiner Familie keinen Landbesitz erben kann, nun aber dem Alkohol verfallen ist und nie mehr hinter einem Pflug gehen wird. Burgkert ist ein Veteran der 44. Panzerdivision, der Holt und seine Kameraden zugeteilt werden, hat glücklich deren verlustreiche Einsätze im Osten überlebt, weiß aber, dass die zusammengeschrumpften Reste der Division nur noch aus einer Handvoll schrottreifer Panzer bestehen und kaum noch kampffähig sind. Unter Burgkerts Leitung unternehmen die frisch ausgebildeten Rekruten einen Panzerangriff gegen die sowjetischen Linien, bei dem alle zehn eingesetzten Panzer letztlich vernichtet werden. Holt erkennt, dass der Angriff völlig sinnlos war und nie Aussicht auf Erfolg hatte. Ihm wird klar, dass an einen Endsieg nicht mehr zu denken ist. Nach den Erlebnissen in der Sägemühle und ähnlichen Ereignissen fragt er sich aber zunehmend, wohin das alles führen wird und ob ein deutscher Endsieg wirklich erstrebenswert ist.
Oberfeldwebel Burgkert fällt völlig sinnlos, weil er Schnapsflaschen zu retten versucht, als gegnerische Schlachtflieger sie angreifen.
An der Westfront kommt es zum Bruch zwischen Holt und Wolzow. Wolzow übernimmt nach der Flucht des Kommandanten das Kommando über eine Einheit der Wehrmacht. In einem sinnlosen Gefecht hält er den US-Angriff auf eine Kleinstadt auf und begeht dabei Kriegsverbrechen wie die Erschießung sich ergebender US-Soldaten. Auch ein 16-jähriger deutscher Soldat, der in einer chaotischen Situation die Nerven verloren hatte und geflüchtet war, wird von ihm erschossen. Wolzow steht eisern zu seinem Soldateneid und ist bereit, bis in den Tod zu kämpfen. Er plant, die Überreste der Einheit in einem letzten Gefecht mit der US Army aufzureiben. Holt fragt sich, was die Soldaten für Wolzow sind und erkennt, dass sie nur Figuren sind, welche er gleich den Strategiespielchen in der Ausbildung im Sandkasten hin und her schiebt. Als Holt sich die Frage stellt, was Wolzow für die Soldaten ist, erkennt er endlich die Wahrheit. Wolzow ist das Schicksal für die Soldaten! Wolzow schickt sie in den Tod, keine Vorsehung, kein Schicksal. Der Mensch Wolzow ist verantwortlich. „Mein Schicksal heißt Wolzow.“
Mit dieser Erkenntnis beginnt er alle Erinnerungen und Handlungen seines Lebens blitzartig neu zu bewerten. Endlich beginnt sein Verstand sich einzuschalten und die Kontrolle zu übernehmen. Er stellt sein Leben vom Kopf auf die Füße und sein Verstand rast aus den Ereignissen und Erfahrungen der Vergangenheit ins jetzt. Nun begreift Holt, dass nicht nur die Sache, für die er kämpft, falsch ist, schlimmer noch, er ist selbst zum Verbrecher geworden, indem er diese Verbrechen nicht bekämpft hat! Er hat sein ganzes Leben auf der falschen Seite gestanden! Er gehört auf die Seite der halbverhungerten Sowjetsoldaten, zu den aufständischen Slowaken, zu den KZ-Insassen, zu seinem Vater und zu Gundel. Mit der Erkenntnis, dass es Menschen wie Wolzow sind, die ihn zum Verbrecher machten und nun in den Tod schicken wollen, stellt er sich aktiv gegen sie. Er entwaffnet Wolzow und er stellt es den restlichen Soldaten der Einheit frei, sich zurückzuziehen oder sich besser gleich den Amerikanern zu ergeben und flieht. Als er kurze Zeit später davon erfährt, dass Wolzow von einem SS-Trupp gehängt werden soll, dessen Anführer der ehemalige HJ-Führer Meissner aus ihrem Heimatort ist, kehrt er jedoch zurück, bewaffnet sich mit einem Maschinengewehr und tötet die SS-Männer, die Wolzow inzwischen gehängt haben. Er kämpft nun aktiv auf der richtigen Seite, wird aber unmittelbar danach von amerikanischen Soldaten gefangen genommen.
Holt erlebt die Entbehrungen der Kriegsgefangenschaft in verschiedenen Lagern und muss nun erkennen, dass er selber nicht mehr besser aussieht, als die sowjetischen Kriegsgefangenen. Erheblich geschwächt und krank wird er entlassen und macht sich auf die Suche nach Gundel, die inzwischen, entsprechend dem Versprechen, das Gundel Holt während seines letzten Urlaubes gegeben hat, bei seinem Vater wohnen sollte. Holt reist mit schwindenden Kräften quer durch Deutschland in die sowjetische Besatzungszone, findet dort Gundel und seinen Vater, der inzwischen von den Sowjets zu einem leitenden Chemiker in einem Chemiebetrieb gemacht wurde, und bricht dann wegen völliger Erschöpfung zusammen. Der erste Band endet damit, dass Holt sich an der Seite von Gundel wieder erholen wird.

## Die Abenteuer des Werner Holt – Roman einer Heimkehr

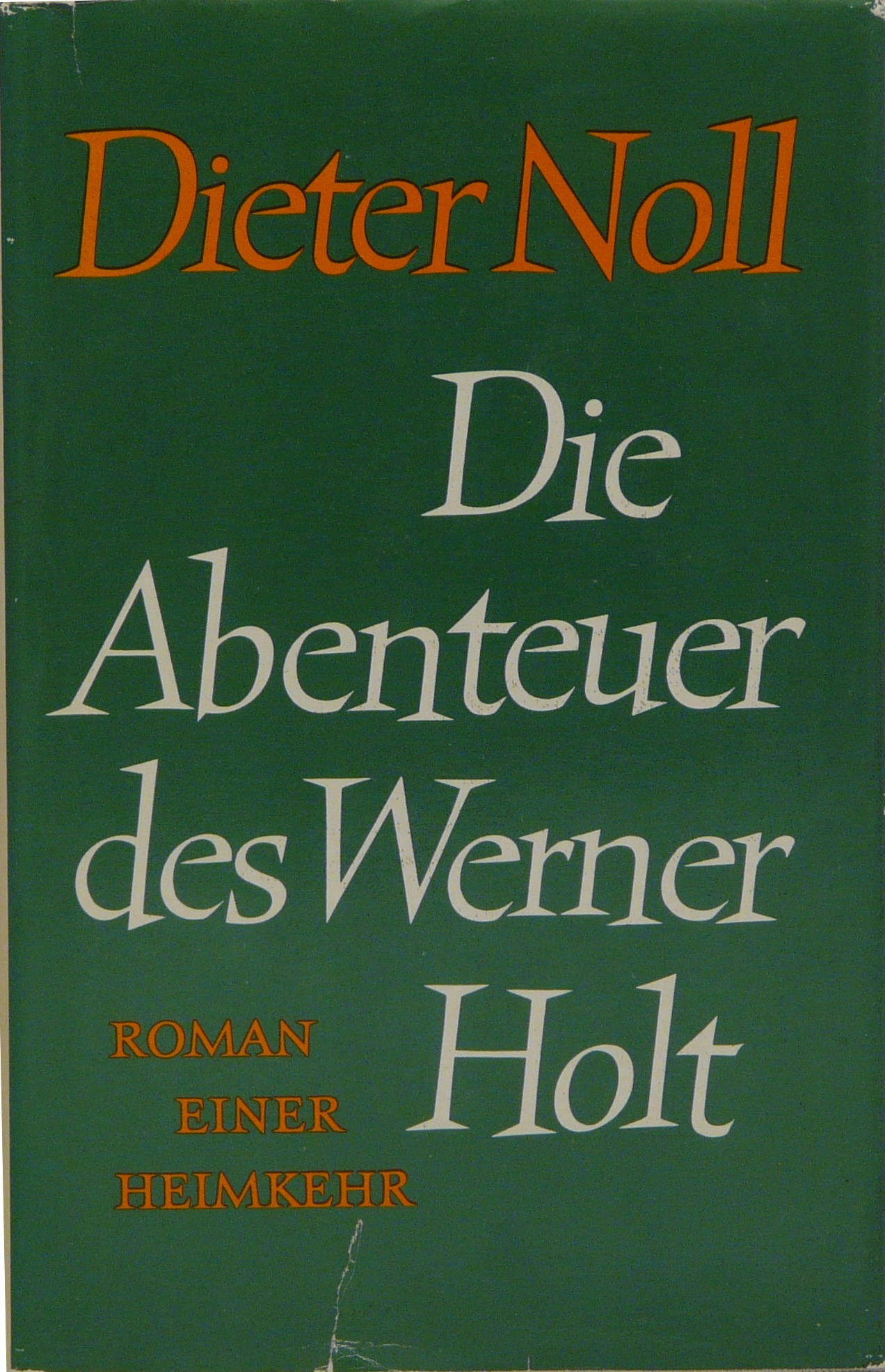
Buchdeckel des zweiten Teils

Der zweite Band mit dem Untertitel „Roman einer Heimkehr“ enthält die Odyssee des völlig desillusionierten, mitunter zynischen Werner Holt durch das Nachkriegsdeutschland. Weder bei seinem Vater, der sich dereinst weigerte für die Nazis Giftgas zur Tötung von Menschen zu entwickeln und von ihnen deshalb gemaßregelt und degradiert wurde, und der von den Sowjets deshalb zu einem leitenden Chemiker einer Chemiefabrik in der Sowjetischen Besatzungszone gemacht wurde, noch bei seiner vom Vater schon zu NS-Zeiten geschiedenen Mutter, die ihn in Industriellenkreise in den Westzonen einführen will, findet er ein Zuhause oder eine Perspektive für sein weiteres Leben. Werner Holts Skepsis gegenüber jeder Zukunftsvision privater oder politischer Natur ist die Folge seines enttäuschten Glaubens an die nationalsozialistische Ideologie; er lehnt jetzt jegliche Weltanschauung ab und misstraut allen Menschen seiner Elterngeneration, die er für die Fehler der Vergangenheit verantwortlich macht.
Aber auch seine eigene Generation verachtet er. Den jungen Kommunisten Schneidereit aus dem Betrieb seines Vaters kann er nur als politisch naiven Aktivisten und Rivalen im Kampf um seine Jugendfreundin Gundel Thieß sehen. Die Jugendlichen aus den mit seiner Mutter befreundeten Hamburger Bürgerfamilien verachtet er wegen ihrer Bereitschaft, die NS-Vergangenheit ihrer Väter zu glorifizieren. Ihre Bereitschaft, in deren Fußstapfen zu treten und ihre Befürwortung eines neuen Krieges an der Seite der USA gegen die Sowjetunion macht ihn fassungslos.
Der Versuch einer Zuflucht zu seiner ersten Beziehung Uta Barnim aus seiner Zeit vor der Flak verläuft auch eher enttäuschend. Sie hat sich als Einsiedlerin in den Schwarzwald auf alte Besitztümer ihrer Familie zurückgezogen und versucht hartnäckig den Tod ihres Vaters zu rächen, der in ausweglosigem Zustand seine Soldaten zur Kapitulation führte, selber aber nicht mehr rechtzeitig fliehen konnte und deshalb wegen Hochverrates hingerichtet wurde. Dazu nutzt sie die Verbindung zu Sepp Gomulkas Vater, der inzwischen als Anwalt in Nürnberg lebt und einem weiteren Rechtsanwalt. Holt begreift langsam, das Uta auch nur eine etwas andere Spielart seiner Hamburger Verwandtschaft betreibt und löst diese Beziehung nach einigen Monaten. Uta ging es letztlich nur darum, den beschädigten Ruf ihrer Familie wiederherzustellen, der aber nur für jene als beschädigt gilt, die weiter auf die alten Werte setzen. Dass ihr Vater seine Untergebenen so vor einem sinnlosen Tod rettete, ist dieser Klientel genauso egal wie ihr. Diese Beziehung hat Holt aber zumindest wieder „geerdet“ und mit den rein praktischen Dingen des Überlebenskampfes konfrontiert. Uta wollte allem Besitz entsagen – recht einfach, wenn man auch so noch genug davon hat.
Den ehemaligen Widerstandskämpfer und KZ-Häftling Müller in der Chemiefabrik seines Vaters respektiert Holt, aber er empfindet ihm gegenüber auch Scham, die Distanz schafft. Müller ist der einzige, der erkennt, dass Holt viel Geduld braucht, um sich entwickeln zu können. Er ist jedoch bereit dazu, diese Geduld auch aufzubringen, womit er Holt langsam hilft, wieder in das Leben zurückzufinden.
Dem jungen Kommunisten Schneidereit, dem Holt letztlich im Buhlen um Gundels Gunst unterliegt, schleudert er seine Erkenntnisse ins Gesicht. Er, Schneidereit, habe die Hölle auf Erden erlebt, im Gefängnis und im KZ gesessen, aber er wusste wenigstens warum und dass er auf der richtigen Seite stand. Er, Holt, hat ebenfalls die Hölle auf Erden erlebt, sah wie Freunde um ihn herum fielen, wusste am Ende, dass alles falsch war und er Verbrechern diente, aber ihm sagte keiner, was der richtige Weg ist. Um ihn herum brach seine Welt und sein Glauben zusammen, es starben Menschen und es wurden Verbrechen begangen, aber es war keiner da, der ihm auf dem Weg zur Wahrheit half. Er musste das alles allein erkennen.
Am Ende dieser Reise durch Ost und West, durch Lebenslügen und Weltanschauungen entschließt sich Werner Holt, sein Abitur dort nachzuholen, wo sein Vater lebt: in der sowjetischen Besatzungszone. Eine der wenigen positiven Figuren aus seiner Zeit als Luftwaffenhelfer ist Gottesknecht, der ihn als Lehrer an der Schule unterstützt, aber auch herausfordert und kritisiert. Auch trifft Werner Holt seinen alten Freund Sepp Gomulka wieder, der einige Zeit in sowjetischer Kriegsgefangenschaft verbracht hat und dort die Denkweise der Sowjets begriffen und auch übernommen hat. Ihre einst enge Freundschaft wandelt sich zu respektvoller Distanz, denn Holt ist nicht bereit nun einfach einer neuen Ideologie zu folgen. „Erst rechts um nun links um – nicht mit mir.“
Die zunehmenden Erfolge beim Lernen in der Schule, aber auch der immer wiederkehrende Zwang, in entscheidenden Situationen Stellung zu beziehen, bilden die Grundlage für ein sich allmählich änderndes Lebensgefühl des Protagonisten. So stellt er sich letztlich gegen seinen Kameraden und Schulfreund Vetter, der zunächst ein Schwarzmarkthändler, dann ein Krimineller und schließlich ein in allen Besatzungszonen gesuchter Mörder wird. Auch die Verantwortung, die er mit einer Liebesbeziehung zu einem jüngeren Mädchen übernommen hat, bringt ihn letztlich dazu, seinen Zynismus abzulegen und seine Gefühlswelt neu zu entdecken.
Aus dem durch den Krieg viel zu früh gereiften Holt mit seiner Landsknechtsmentalität, die er sich nun auch selber eingesteht, wird am Ende des Romans ein junger Mann, der aus eigener Entscheidung heraus Verantwortung übernimmt, der beginnt, sein Umfeld mitzugestalten, ohne dabei seine kritische und kompromisslose Haltung sich selbst gegenüber aufzugeben. Das „Heim“, in das er einkehren wollte, wurde im Krieg zerstört. Ein neues kann nur unter seiner Mitwirkung geschaffen werden: „Ich komme aus einer Welt, die mich in einen einzigen Irrtum geführt hat, und ich will aus diesem Irrtum heraus in die Freiheit“, sagt er am Ende des Romans.

## Kippenberg

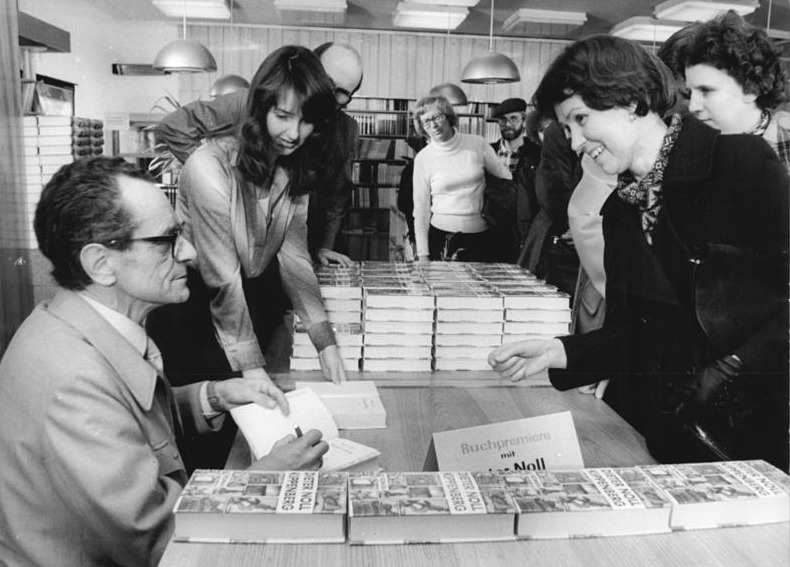
Dieter Noll bei einer Signaturstunde zu seinem Roman Kippenberg

Ein ursprünglich geplanter dritter Band von Die Abenteuer des Werner Holt, der die weitere Entwicklung des Protagonisten aus den ersten beiden Bänden in der DDR zum Thema haben sollte, wurde nie geschrieben. In gewisser Weise kann der Roman Kippenberg als Fortsetzung der Figur des Werner Holt verstanden werden: Ein überaus erfolgreicher Chemiker durchlebt im Februar 1967 eine Lebenskrise, die ihn mit eigenen Fehlentscheidungen und Lebenslügen, aber auch, ausgelöst durch den Kontakt mit einer jungen Frau, die aus den ihr vorgezeichneten Lebensbahnen ausschert, mit in Vergessenheit geratenen Zielen aus der Aufbauzeit der DDR konfrontiert. Im Mittelpunkt des Romans steht allerdings eine kritische Auseinandersetzung mit der Realität von Entscheidungsfunktionen und -strukturen der DDR, insbesondere im Kräftedreieck Wissenschaft/Partei/Industrie, mit saturierten Entscheidungsträgern, die sich, wie die Titelfigur auch für sich selbst erkennen muss, entfernt haben von den ursprünglichen Zielen einer sozialistischen Gesellschaft. Wie schon im Werner Holt vermeidet der Autor auch in Kippenberg die Zeichnung einer Heldenfigur. Der Chemiker Kippenberg wirft mehr Fragen auf, als er beantworten kann, findet Wege, die, aus Widersprüchen entstanden, neue Widersprüche produzieren. Unterschiedliche und oftmals inkompatible fachliche und gesellschaftliche Standpunkte der Protagonisten werden in ihrer biografischen Bedingtheit nachvollziehbar. Dieter Noll erhielt 1979 für Kippenberg den Nationalpreis der DDR II. Klasse für Kunst und Literatur.
1981 wurde die Verfilmung Kippenberg veröffentlicht.

## Ausgaben
- Dieter Noll: Die Abenteuer des Werner Holt. Roman einer Jugend. 8. Auflage. Aufbau Taschenbuch Verlag, Berlin 2002, ISBN 3-7466-1043-5
- Dieter Noll: Die Abenteuer des Werner Holt. Roman einer Heimkehr. 3. Auflage. Aufbau-Verlag, Berlin und Weimar 1964
- Dieter Noll: Kippenberg. Roman. Aufbau-Verlag, Berlin und Weimar 1979